# Тюхтин, Павел Сергеевич
Павел Сергеевич Тюхтин (22 февраля 1925 — 5 января 1997) — деятель советской промышленности, директор Куйбышевского авиационного завода, единственный из всех директоров завода, кто проделал путь от рядового работника (контролёра) до руководителя крупномасштабного предприятия. Заслуженный машиностроитель РСФСР, Изобретатель СССР, лауреат Премии Совета Министров СССР, Ветеран труда, имел множество государственных и ведомственных наград.

## Биография и трудовая деятельность
Павел Сергеевич Тюхтин родился 22 февраля 1925 года в с. Никольское Коротоянского района Воронежской области. Неполный курс средней школы окончил в Воронежской области. Во время Великой Отечественной войны устроился на работу на Авиационный завод № 18 имени К.Е. Ворошилова в цех № 1 контролёром. Впоследствии в связи с тем, что осенью 1941 года Воронежский авиазавод № 18 был эвакуирован на площади строящегося авиационного завода № 295 в 3 км от станции Безымянка — переехал в Куйбышев, где окончил областную среднюю школу в 1942 году. В 1949 году окончил Куйбышевский авиационный институт по специальности «самолётостроение». После окончания института направлен по путёвке № 175 работать на Куйбышевский авиационный завод, где и проработал более 50 лет.
После получения высшего образования продолжил трудовую деятельность на Куйбышевском авиационном заводе инженером-механиком. После этого занимал следующие должности: ведущий инженер, ведущий инженер лётной части, начальник цеха № 95, начальник производства завода, главный инженер завода, директор завода.
Павел Сергеевич Тюхтин участвовал в производстве и внедрении практически всех самолётов, выпускавшихся Куйбышевским авиазаводом после войны. С 1949 по 1953 год завод выпускал бомбардировщики Ту-4. В 1951—1958 годах завод построил 50 бомбардировщиков Ту-95 и Ту-95М, после чего перешёл на выпуск модификации Ту-95К (ракетоносец). В середине 1960-х годов выпуск Ту-95К был прекращён.
С 1961 по 1965 год на заводе производились дальнемагистральные пассажирские самолёты Ту-114, созданные на основе стратегического бомбардировщика Ту-95. С середины 1960-х завод начал выпускать гражданские самолёты Ту-154 (серийно — с 1968 года). Абсолютное большинство этих авиалайнеров, составлявших основу гражданской авиации СССР и России с 1970-х годов по начало 2000-х годов, было изготовлено именно на этом предприятии.
В 1968—1972 годах завод производил противолодочные самолёты Ту-142. В конце 1970-х на базе дальнего противолодочного самолёта Ту-142М был создан новый стратегический бомбардировщик Ту-95МС, ставший основой дальней авиации Вооружённых Сил СССР. В 1981 году завод начал серийное производство этих самолётов.
Отдельно нужно сказать о самом "любимом" самолёте Тюхтина П.С. - Ту-154, который он считал почти идеальным на тот момент времени. Этот самолёт стал первым в СССР самолётом с высокой механизацией крыла – пассажиры, сидящие рядом, во время полёта могли с интересом наблюдать работу предкрылков, трёхзвеньевых закрылков и интерцепторов, гасивших подъёмную силу. Помимо этого впервые для отечественного самолётостроения на самолёте было применено многократное резервирование всех основных систем. Система управления осуществлялась по трём каналам, что позволяло даже в случае отказа двух каналов продолжать полёт с выполнением необходимых манёвров.
За полвека было выпущено более тысячи лайнеров Ту-154 различных модификаций. Большую серию среди пассажирских самолётов имел лишь Ан-24. «Ту-154 был самым массовым бортом в Советском Союзе и в новой России. Он был основным авиаперевозчиком пассажиров, – вспоминал заслуженный пилот Российской Федерации, член Комиссии при президенте по развитию авиации общего назначения Юрий Сытник – Это замечательный самолёт. Он строгий, но он «железный» самолёт. И все, кто на нём летал, его очень любят».
Тюхтин Павел Сергеевич участвовал почти во всех серийных выпусках данного самолёта, который производился с 1970 по 1998 год, пережив несколько модернизаций. На трассы «Аэрофлота» лайнер вышел в начале 1972 года. В 1972 году – первый международный рейс в берлинский аэропорт Шенефельд. Разные модификации самолёта стали самыми массовыми самолётами в СССР. На них выполнялась значительная доля авиаперевозок. Летали самолёты в более 80 городов мира.
Именно за внедрение "рацпредложений" при производстве и эксплуатации этого легендарного лайнера Тюхтин Павел Сергеевич получил Орден Трудового Красного Знамени, большинство благодарностей и авторских вознаграждений.
Находясь в должности начальника производства Куйбышевского авиационного завода, Павел Сергеевич Тюхтин непосредственно курировал работы по восстановлению легендарного самолёта-штурмовика Ил-2, который в настоящее время установлен в качестве памятника в Самаре на пересечении проспекта Кирова и Московского шоссе. За успешное выполнение порученной задачи Тюхтин Павел Сергеевич был поощрён памятной медалью и благодарностью (Приказ № 350 от 15.05.1973 г.).

## Спортивные достижения
Занимая должность ведущего инженера сначала цеха № 95, а потом и лётной части завода - Тюхтин Павел Сергеевич на протяжении многих лет являлся капитаном сборной команды по футболу и хоккею, достойно представляя Куйбышевский авиационный завод в соревнованиях городского и областного уровня.

## Награды и звания
Тюхтин Павел Сергеевич активно участвовал в разработке и реализации планов социального развития и обеспечении внедрения в эксплуатацию новой техники, за что неоднократно удостаивался награждениям знаками «Отличник социалистического соревнования» и «Победитель социалистического соревнования». Имел звание «Ударник коммунистического труда».

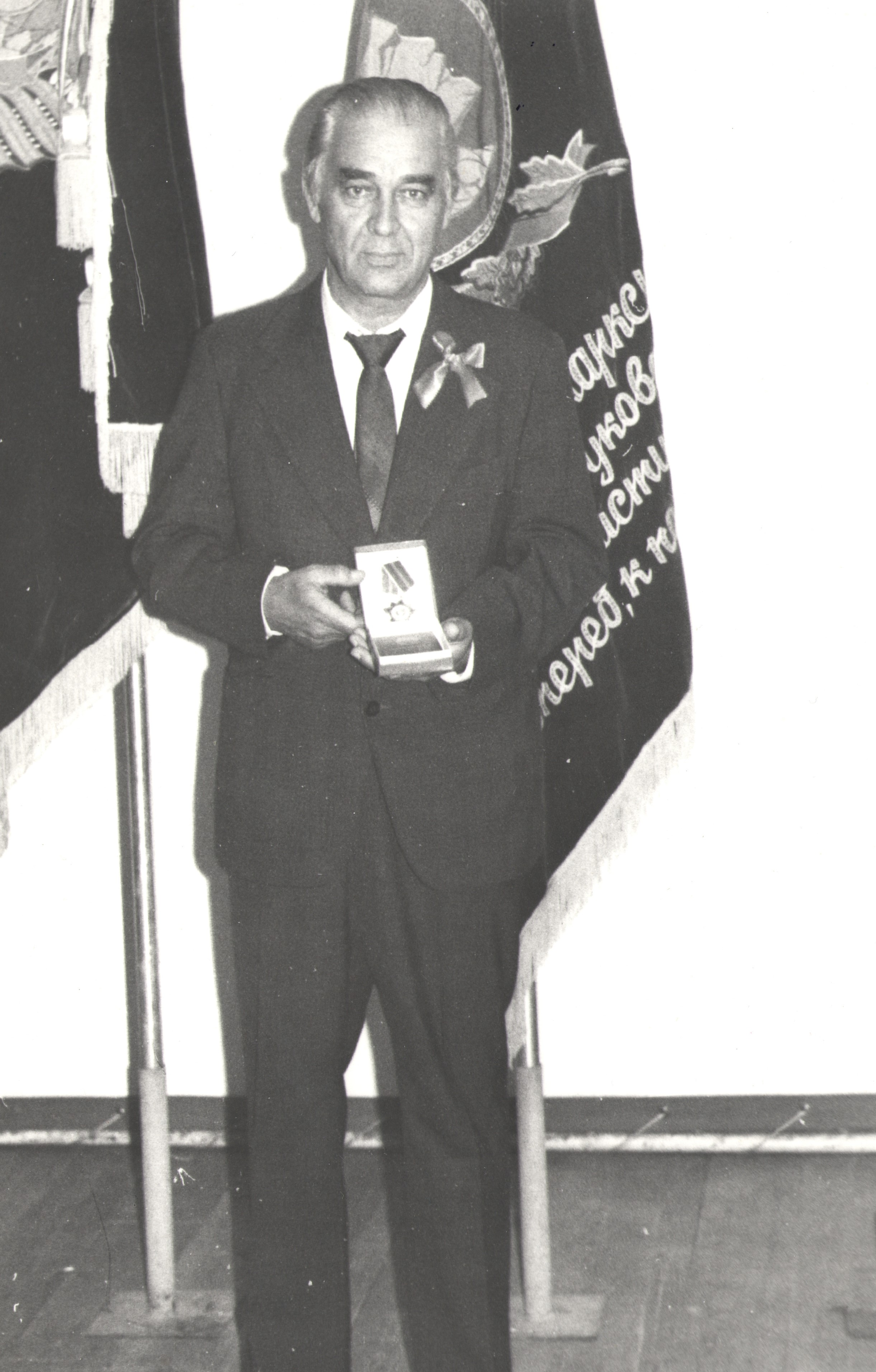
Главный инженер Куйбышевского авиационного завода Тюхтин Павел Сергеевич награждён Орденом Дружбы народов (1984 год).

5 мая 1981 года Тюхтину Павлу Сергеевичу присуждена учёная степень Кандидат технических наук.
За многолетнюю, безупречную работу и большой личный, трудовой и творческий вклад в развитие производства занесён в Книгу Почёта Куйбышевского авиационного завода.
Неоднократно избирался депутатом в Куйбышевский городской Совет народных депутатов.
Заслуженно имеет следующие награды: Орден Ленина, Орден Трудового Красного Знамени, Орден Дружбы народов и множество других.
За выдающиеся заслуги в области Машиностроения и многолетний добросовестный труд Указом Президиума Верховного Совета РСФСР Тюхтину Павлу Сергеевичу присвоено почётное звание Заслуженный машиностроитель РСФСР.

## Окончание трудовой деятельности и смерть
В 1994 году Тюхтин Павел Сергеевич ушёл на пенсию. Жил в Куйбышеве.
Умер 5 января 1997 года. Похоронен на центральной линии самарского кладбища «Рубёжное».

## Семья
Павел Сергеевич был женат, со своей супругой — Владиленой (Валентиной) Александровной они прожили более 50 лет. У них двое детей: сын Валерий и дочь Елена.

## Отношение к религии
Павел Сергеевич Тюхтин был человеком духовным, с большим уважением относился к религии. Оказывал посильную помощь и содействие в строительстве Воскресенского собора в городе Самаре. Был близко знаком и поддерживал тёплые дружеские отношения с его настоятелем Отцом Серафимом, часто посещал в данном соборе церковные службы.

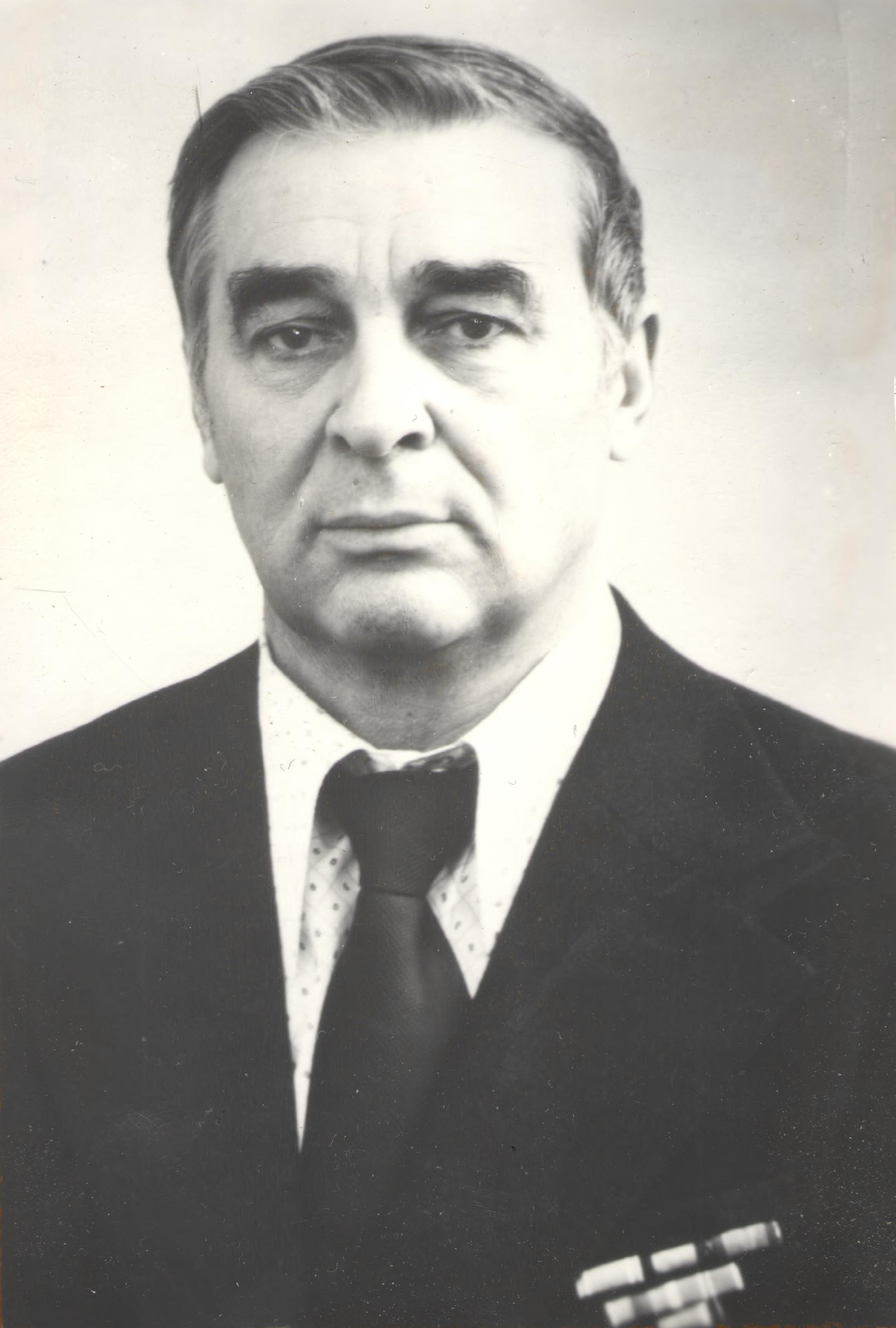
Тюхтин Павел Сергеевич
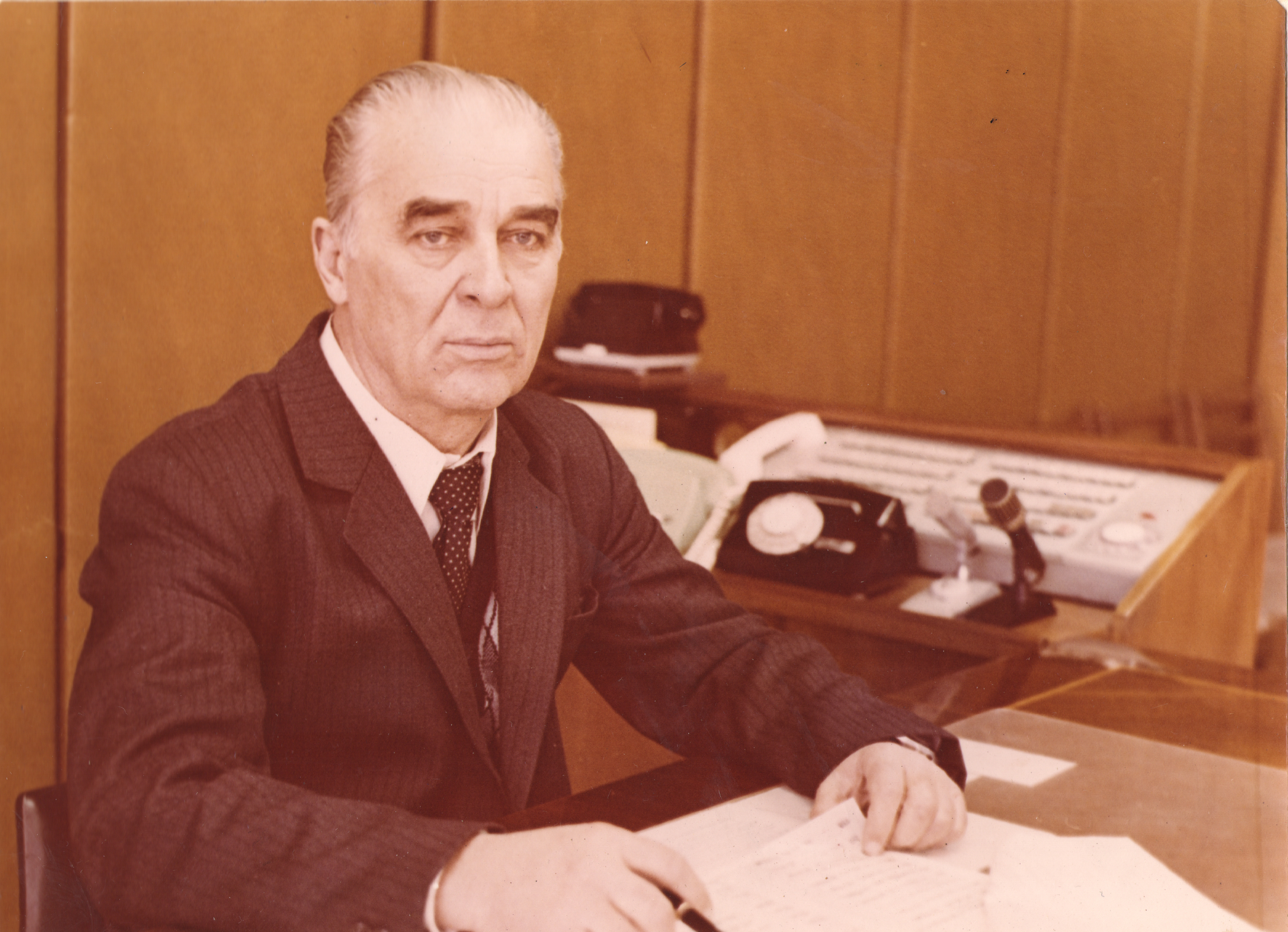
Тюхтин Павел Сергеевич на рабочем месте
Тюхтин Павел Сергеевич и Суслов Михаил Андреевич с государственной комиссией на заводе
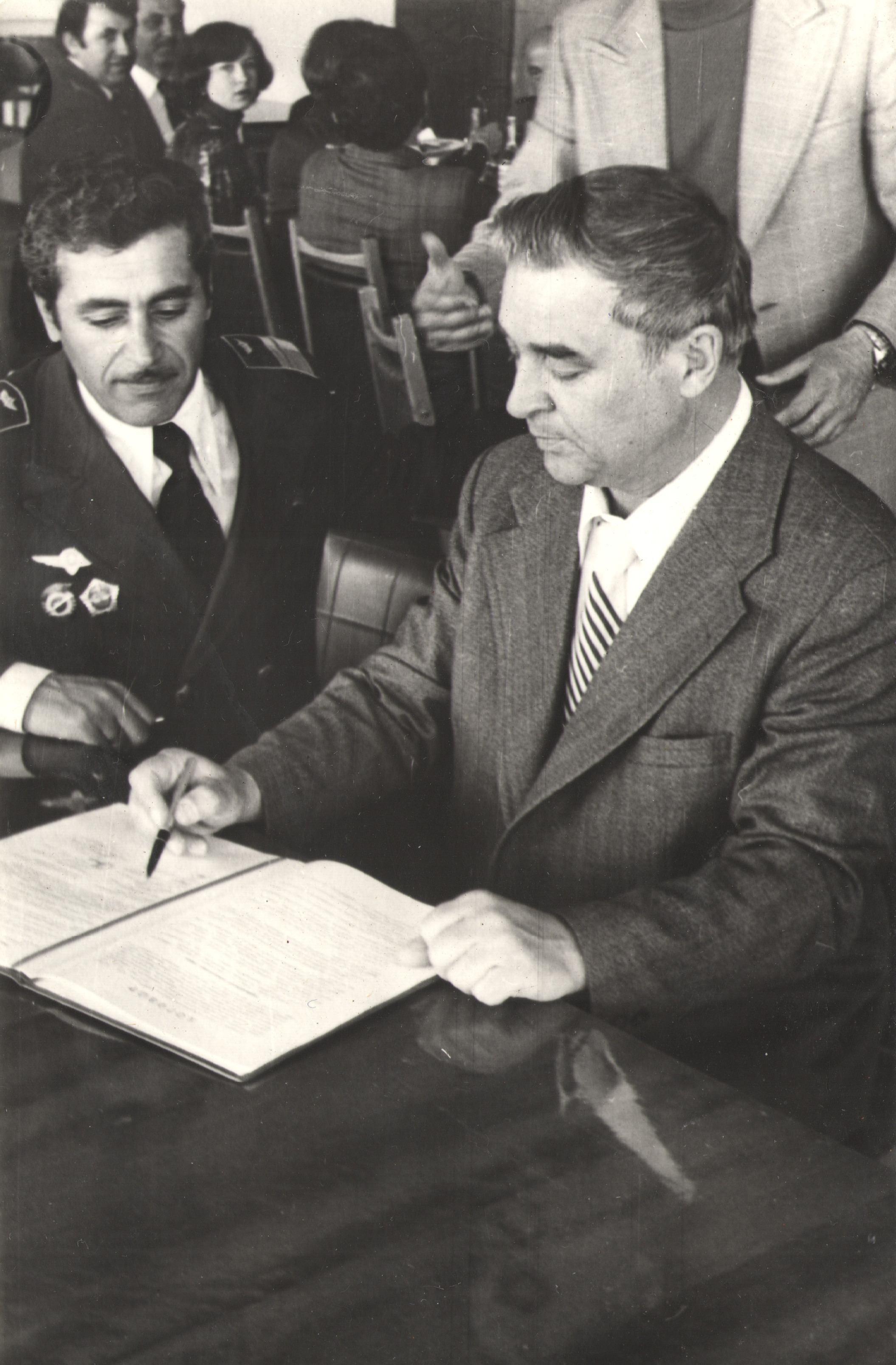
Тюхтин Павел Сергеевич при подписании договора
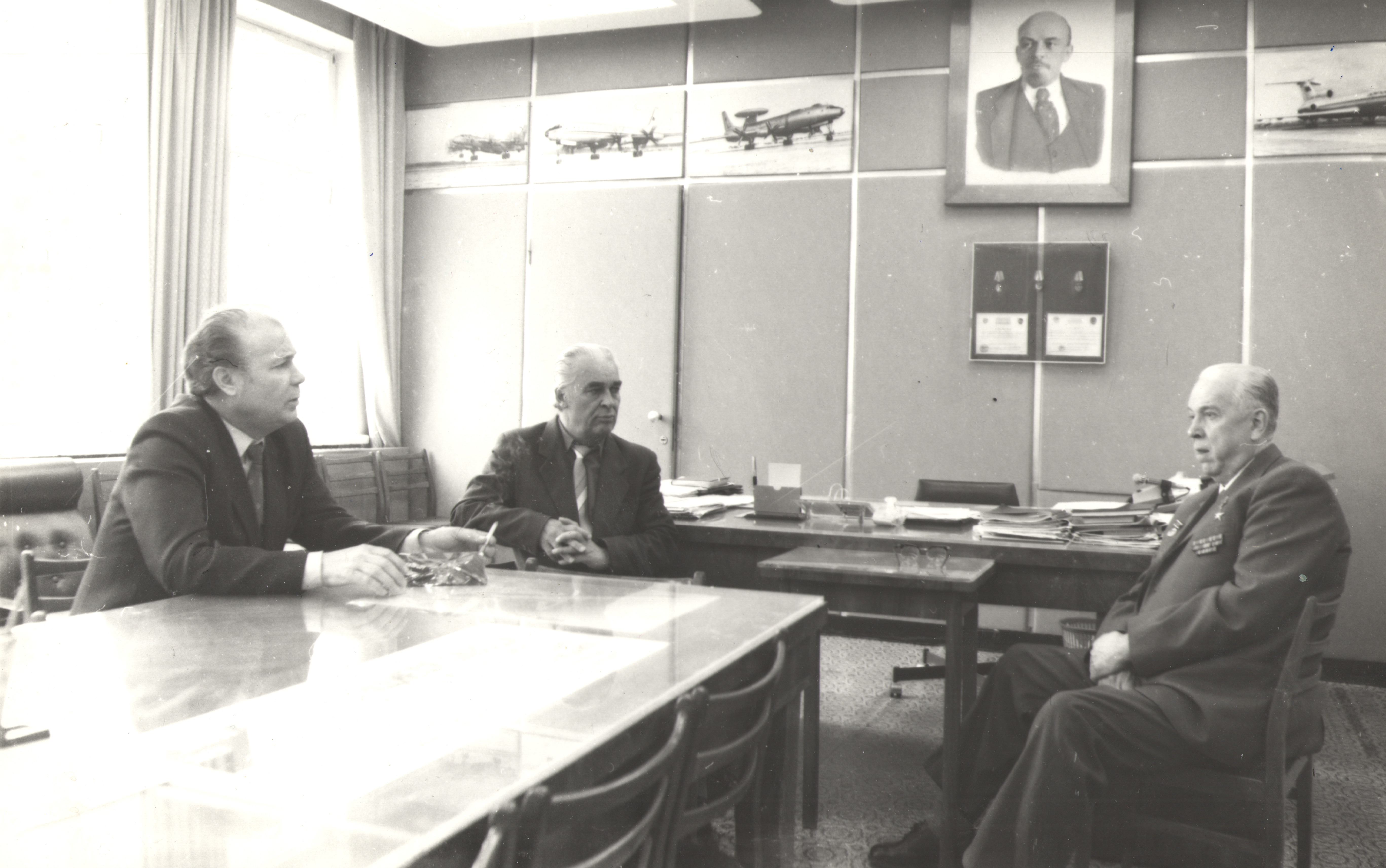
Тюхтин П.С. и Земец В.П. на совещании
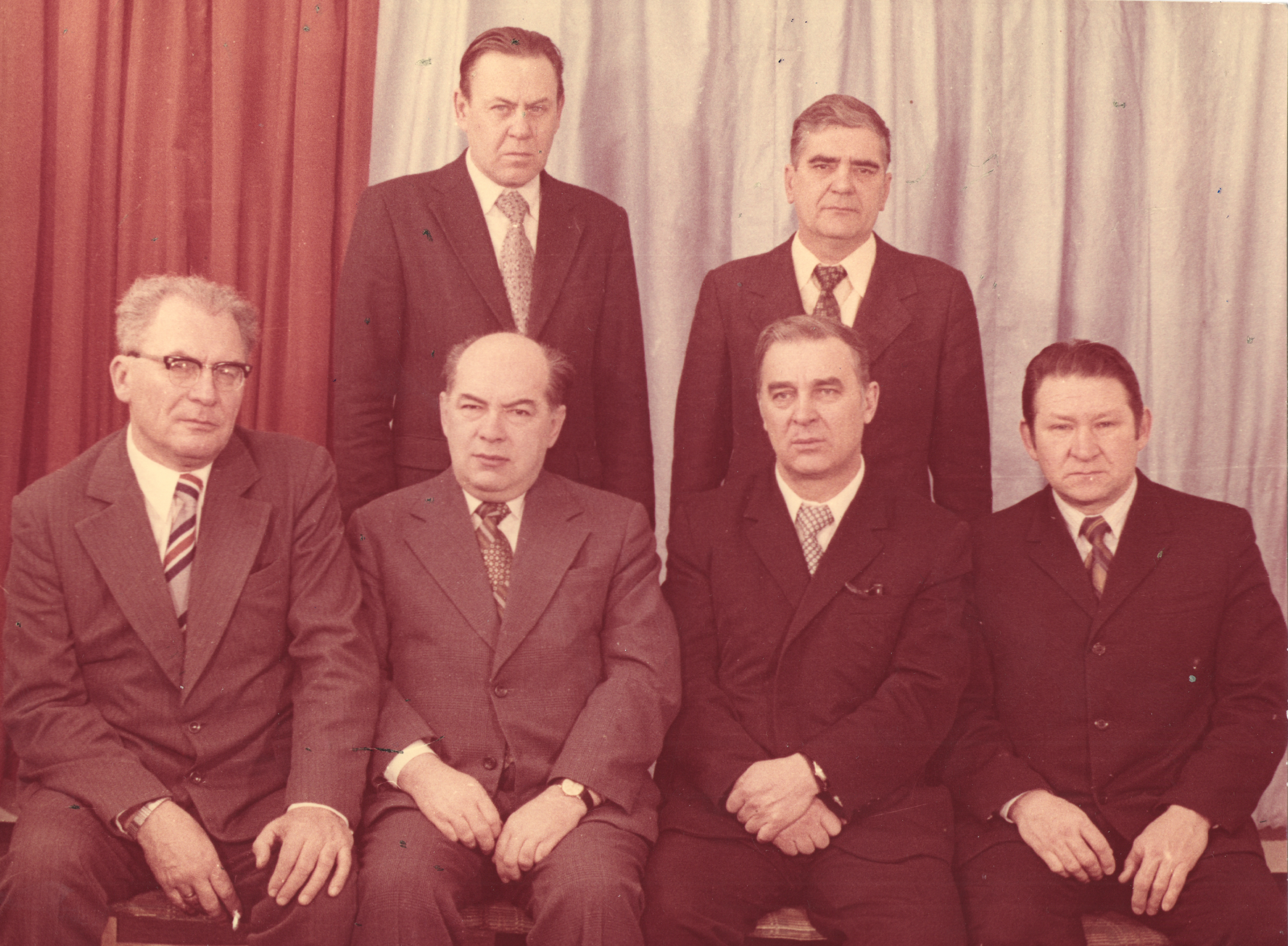
Сослуживцы
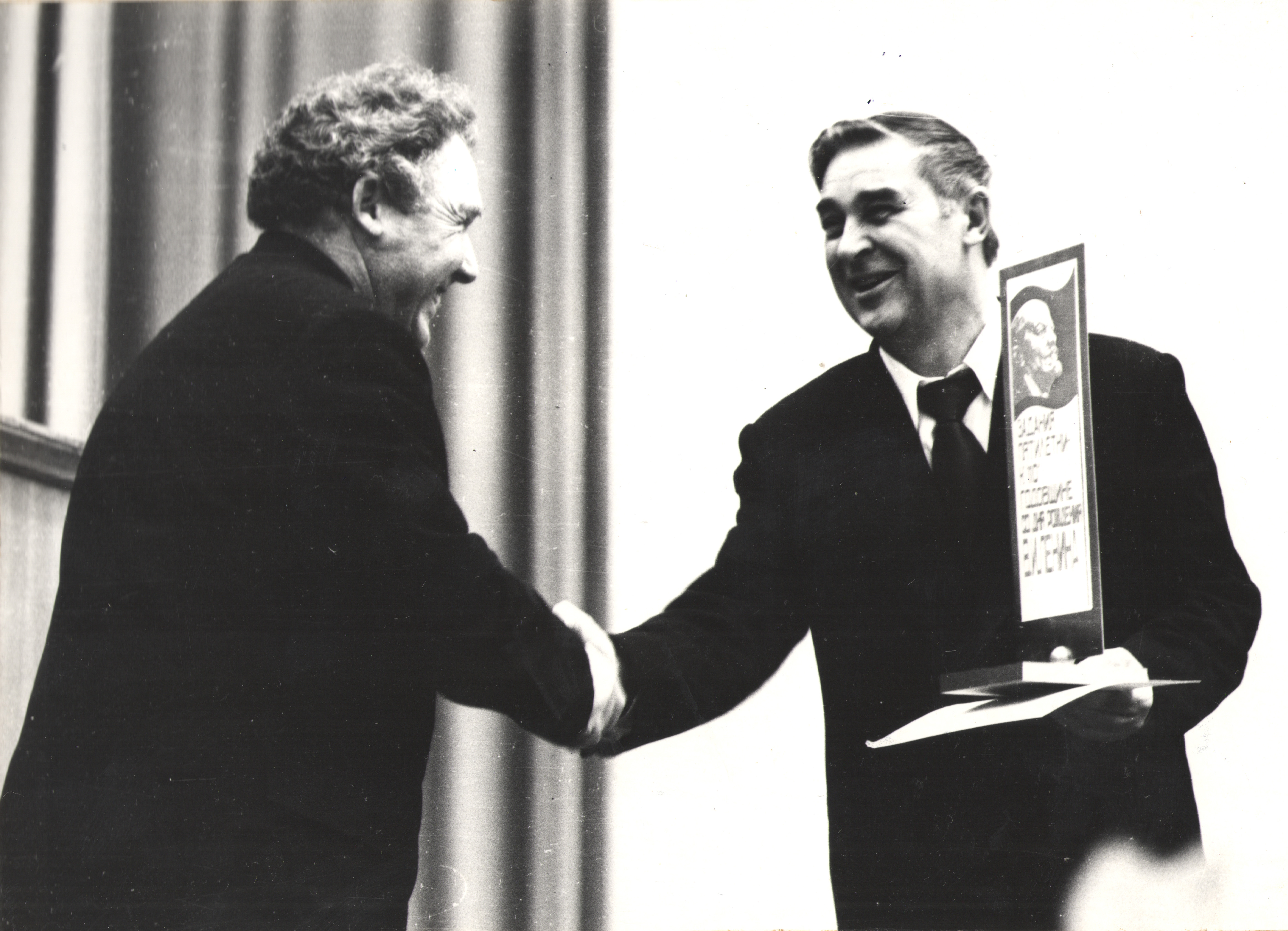
Тюхтин Павел Сергеевич награждён грамотой Министерства Авиационной промышленности
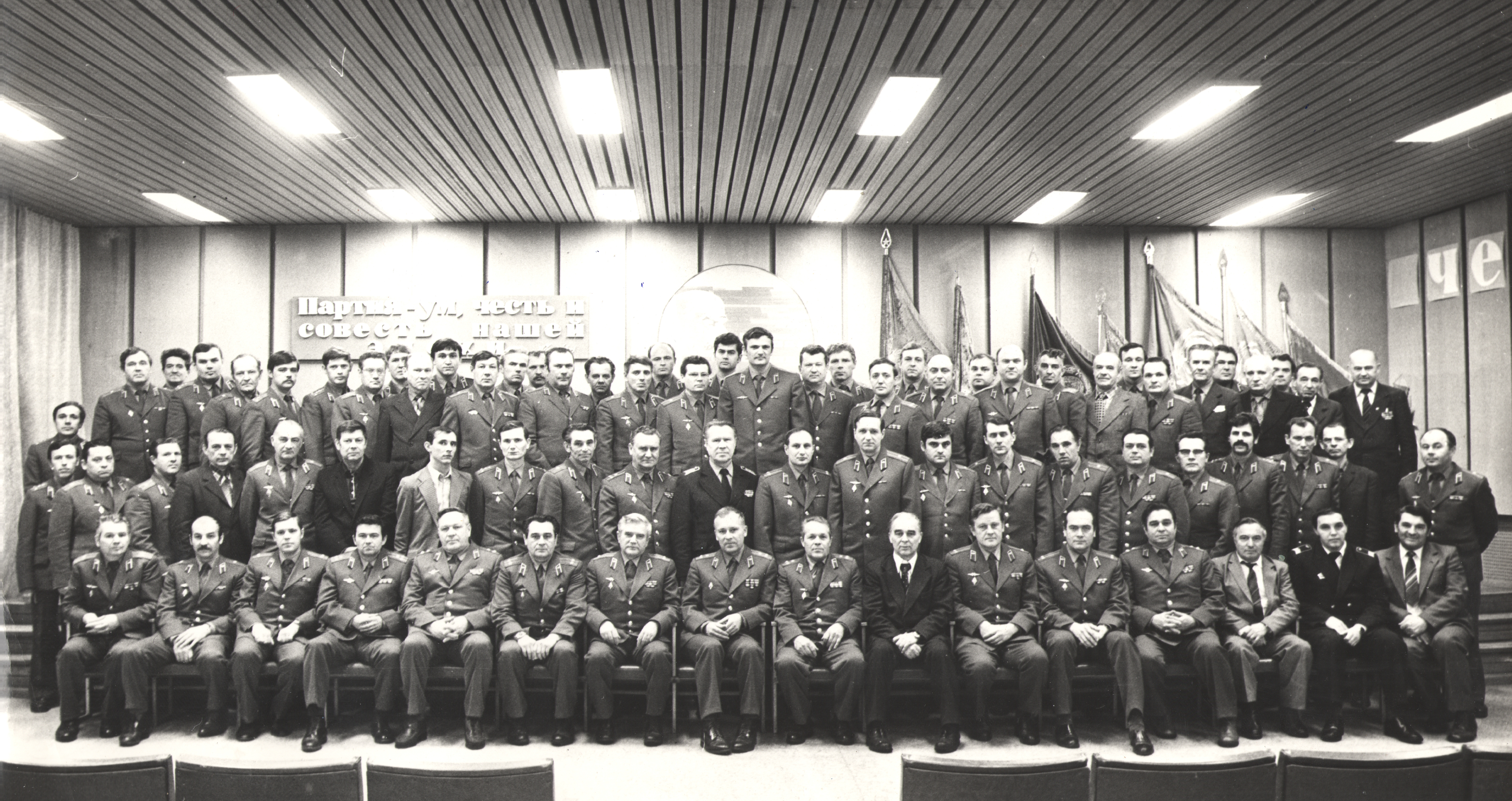
Тюхтин Павел Сергеевич (седьмой справа в нижнем ряду) и лётчики-испытатели
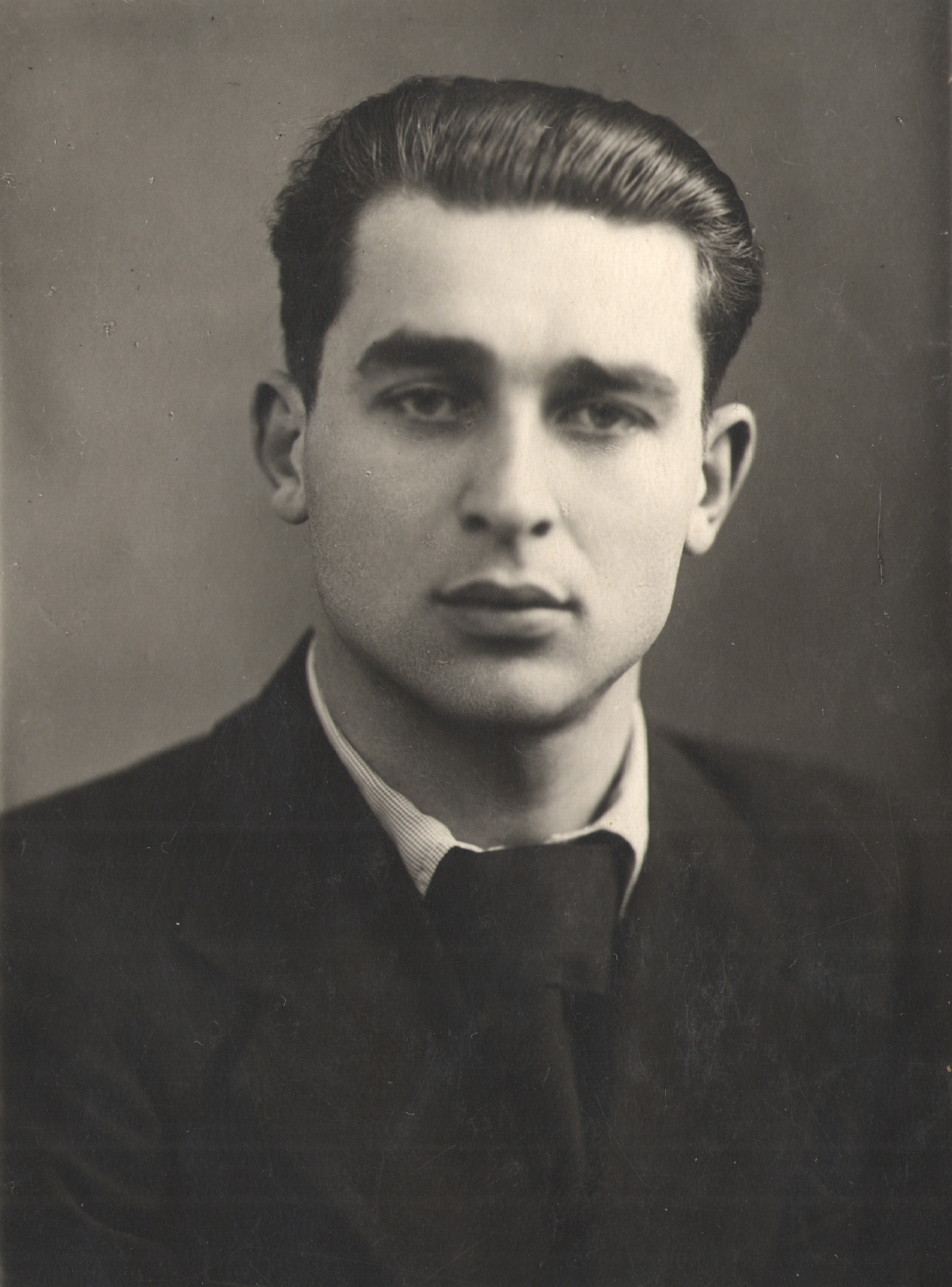
Тюхтин Павел Сергеевич в юности
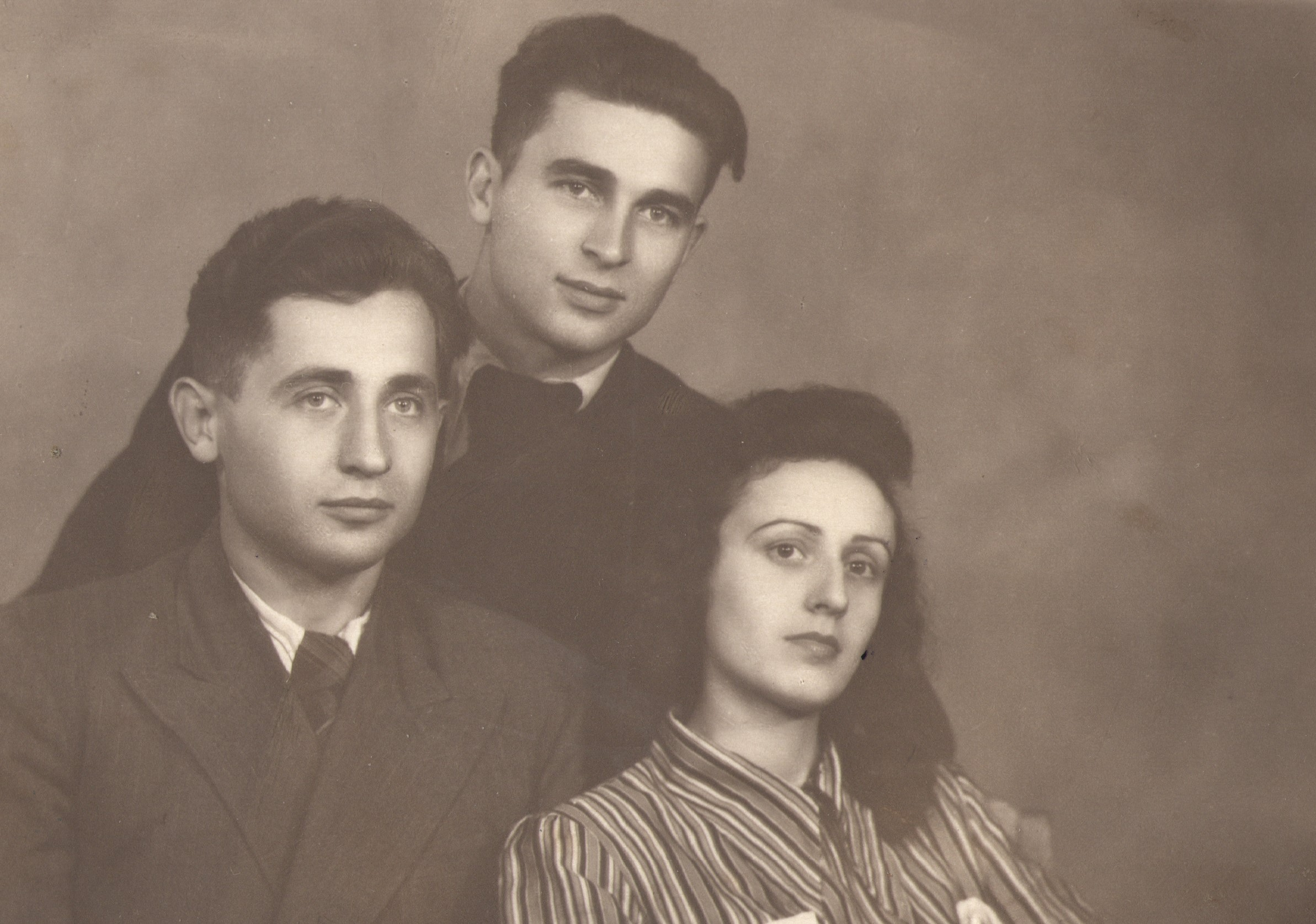
Тюхтин П.С. (по центру) с супругой в юности
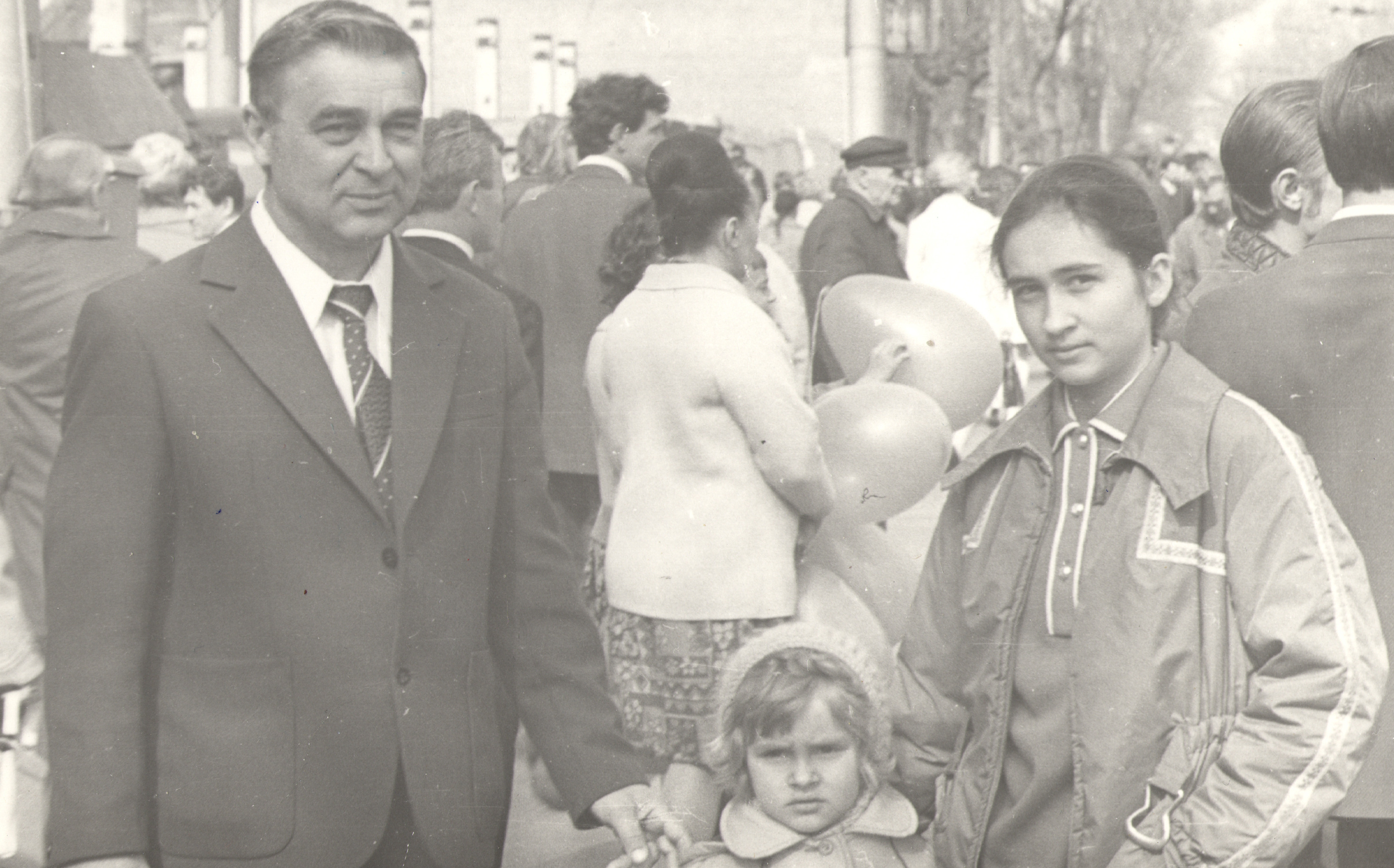
Тюхтина Павел Сергеевич на праздничной демонстрации с Еленами (дочерью-крайняя справа и внучкой)
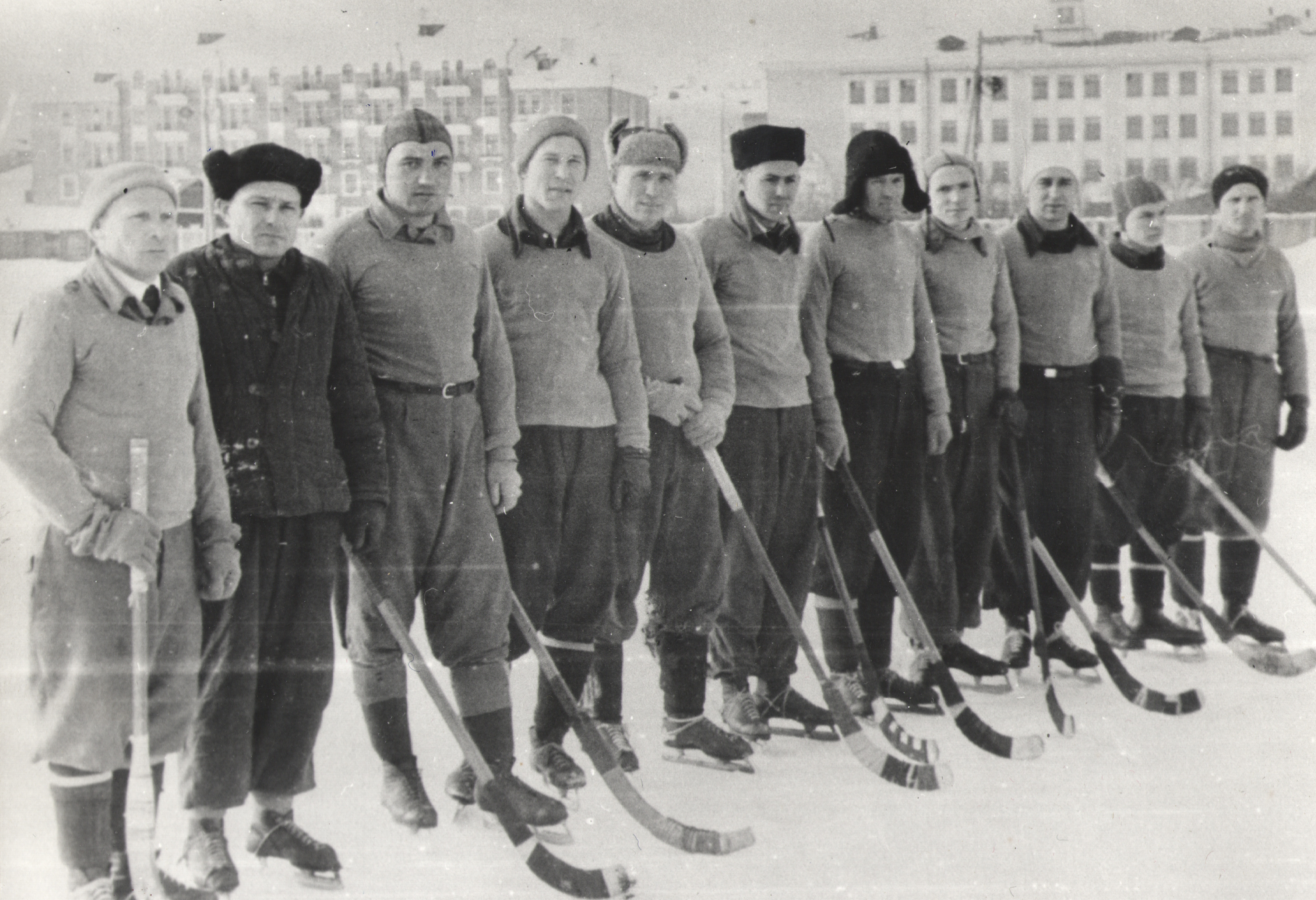
Тюхтин П.С. (третий справа) в составе сборной команды по хоккею
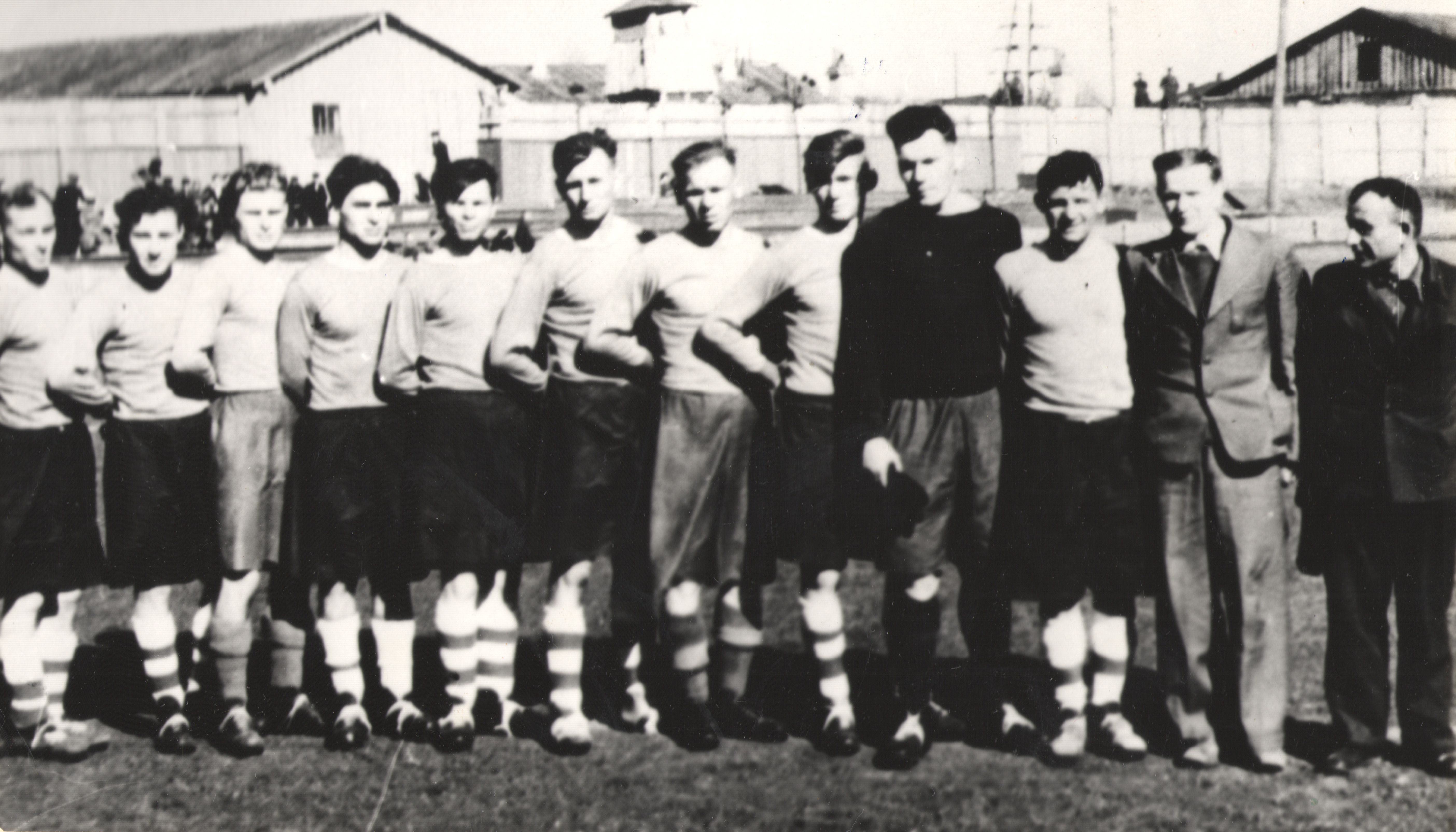
Тюхтин П.С. (четвёртый слева) в составе сборной города Куйбышева по футболу
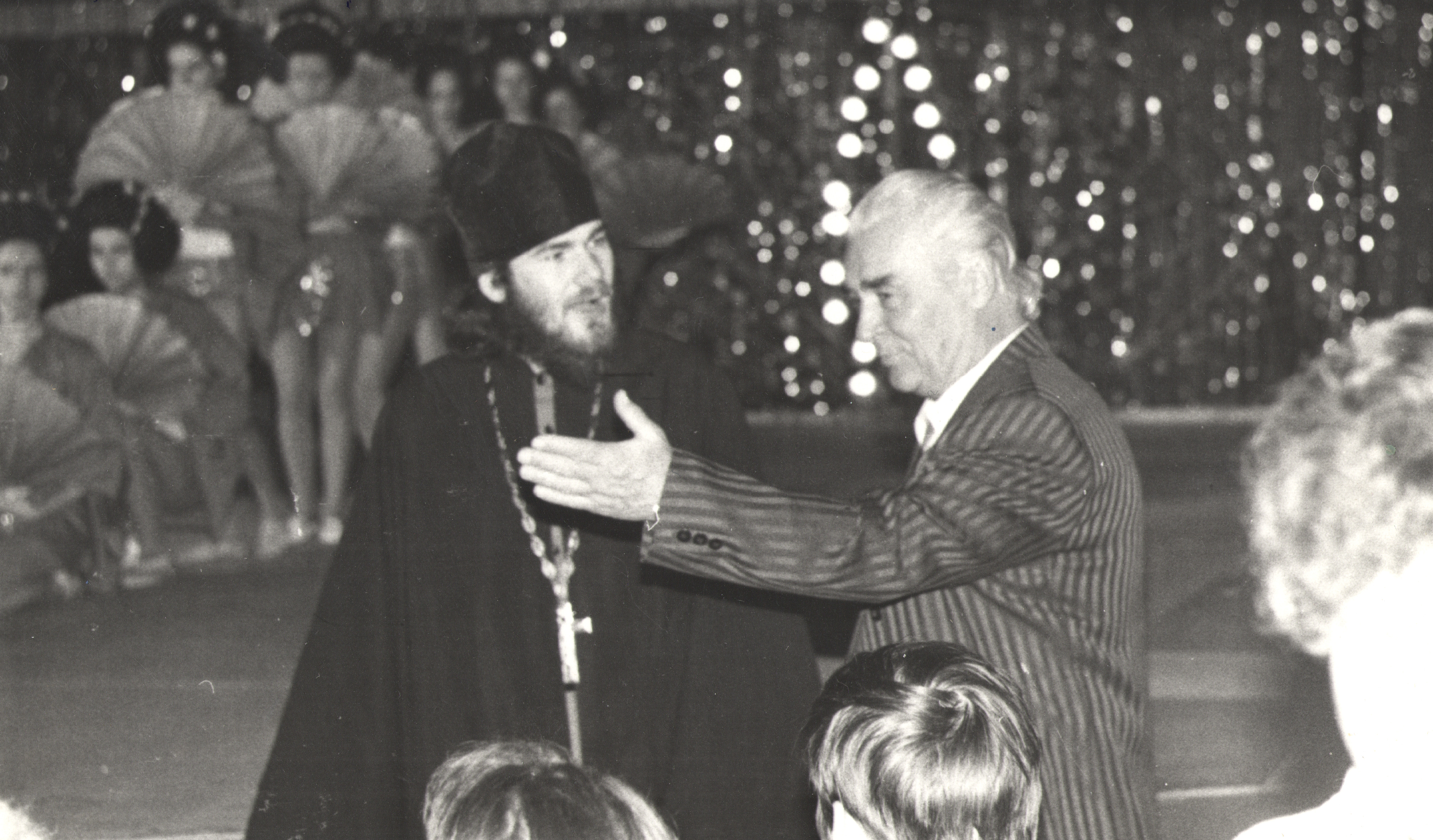
Тюхтин Павел Сергеевич и Отец Серафим